# Roque González de Santa Cruz
Roque González de Santa Cruz (Asunción, Paraguay, 17 de noviembre de 1576-Caibaté, Brasil 15 de noviembre de 1628) fue un religioso presbítero y mártir criollo paraguayo, fundador de varias misiones y reducciones jesuíticas. Por licencia de su hermano, el gobernador Francisco González de Santa Cruz, fundó lo que hoy son las ciudades de Posadas y Encarnación. Fue canonizado por el papa Juan Pablo II en 1988.

## Biografía
Hijo del Escribano Bartolomé González de Villaverde (n. 1515) oriundo de León y de María de Santa Cruz (n. 1538), probablemente mestiza de Asunción. Se presume que su madre, María, era hija natural del conquistador Juan de Santa Cruz (n. 1510) oriundo de Toledo y de una guaraní llamada Francisca (n. 1520). Tanto su padre como su abuelo materno llegaron a América en la expedición de Pedro de Mendoza.
Con solo 22 años fue ordenado sacerdote por Hernando de Trejo y Sanabria, obispo de Córdoba, y tiempo después nombrado párroco de la catedral de Asunción por el obispo español Martín Ignacio de Loyola ―pariente de san Ignacio de Loyola―. Se desempeñó en diversas actividades apostólicas y no aceptó el cargo de vicario general de Asunción porque quería llegar hasta los mismos indígenas para evangelizarlos.
En 1609 abandonó su trabajo como párroco de Asunción e ingresó a la Compañía de Jesús, comenzando su labor como misionero evangelizador. El 25 de marzo de 1615 fundó la reducción de Nuestra Señora de la Encarnación de Itapuá, lo que hoy es Posadas y que en 1621 se trasladó a la actual ciudad paraguaya de Encarnación, en el departamento de Itapúa, del cual es la capital. Estas fundaciones cumplían un doble propósito, la evangelización de los guaraníes de la zona y la protección contra el sistema esclavista de encomiendas, muy difundido en la época, que causaba estragos en las poblaciones nativas. 
En 1619 fundó la reducción de Nuestra Señora de la Inmaculada Concepción (hoy Concepción de la Sierra) y en 1627 fundó la reducción de Nuestra Señora de la Candelaria, en Caazapaminí (actual territorio brasileño). Después fundó la reducción de San Javier sobre la costa del río Uruguay. Sobre ese río se extendió hacia el sur, participando en la fundación de la reducción de Yapeyú, en la actual provincia de Corrientes (Argentina), que luego adquirió importancia y extensa jurisdicción, naciendo allí el militar José de San Martín (1778-1850).
Desde Yapeyú partió hacia el interior del sur del actual Brasil, fundando las reducciones de San Nicolás (hoy Sao Nicolau); Asunción del Iyuí y Caaró. Justamente en la zona de Iyuí, tenía grandes diferencias con el cacique Ñezú, y fue así que el día 15 de noviembre de 1628, esta reducción fue destruida y fueron asesinados tanto el padre Roque González de Santa Cruz como el padre español Alonso Rodríguez Olmedo en Caaró. La misma suerte corrió el jesuita Juan del Castillo, también español, que fue asesinado dos días después, el 17 de noviembre de 1628.
Los cadáveres fueron arrojados a la hoguera, pero, según se cuenta, el corazón de Roque (que milagrosamente quedó intacto), les habló haciéndoles ver lo que habían hecho. Su corazón y el hacha con la que lo habían matado fueron trasladados a Roma. Fueron traídos de regreso por el Padre Tomás Travi y, tras un corto período por Argentina, fueron llevados a la capilla de los Mártires (Colegio Cristo Rey) en Asunción, que es donde actualmente se encuentran.
El 28 de enero de 1934 fue beatificado por el Papa Pío XI, junto con sus compañeros mártires y el 16 de mayo de 1988 el papa Juan Pablo II lo proclamó como Santo Mártir paraguayo en una ceremonia realizada en Asunción, capital paraguaya junto con los mártires y hasta entonces beatos Juan del Castillo y Alfonso Rodríguez Olmedo. Resultó ser así el primer santo criollo del Río de la Plata.
San Roque González de Santa Cruz es considerado el primer fundador de las actuales ciudades de Posadas, en Argentina, y de Encarnación, en Paraguay, con fiesta el 15 de noviembre y 17 de noviembre en Paraguay y en Argentina, respectivamente. Además, el puente que une estas dos ciudades lleva su nombre en honor a su labor y dedicación por esta región rioplatense. Existen además sendos colegios católicos en ambas márgenes del río Paraná con su nombre.
También lleva su nombre la gigantesca represa que alimenta a la central hidroeléctrica de Itaipú, en la frontera entre Paraguay y Brasil, sobre el río Paraná, la que fue inaugurada el 6 de mayo de 1991, por los presidentes Andrés Rodríguez de Paraguay y Fernando Collor de Melo de Brasil. En dicha ocasión en el oficio religioso se escuchó la primera misa en honor a san Roque de Santa Cruz, para solistas, coro y orquesta, cuyo autor es el músico paraguayo José Luis Miranda Fiori.
Además hoy en día en las capillas de San Ignacio Guazu Paraguay se tiene una estatua de él para recordarlo como el primer santo del Paraguay.
En su honor fue rebautizada una ciudad llamada Tavapy, ubicada en el departamento de Paraguarí, al sudoeste de Asunción, primero como Beato Roque González de Santacruz, siendo posteriormente llamada San Roque González de Santa Cruz (Paraguay).